# Базынин
Базынин — река в России, протекает в Верхнекамском районе Кировской области. Устье реки находится в 55 км по левому берегу реки Кужва. Длина реки составляет 12 км.
Исток реки в заболоченном лесном массиве в 40 км к востоку от села Лойно неподалёку от границы с Пермским краем. Река течёт на северо-восток по ненаселённому лесу.

## Данные водного реестра
По данным государственного водного реестра России относится к Камскому бассейновому округу, водохозяйственный участок реки — Кама от истока до водомерного поста у села Бондюг, речной подбассейн реки — бассейны притоков Камы до впадения Белой. Речной бассейн реки — Кама.
По данным геоинформационной системы водохозяйственного районирования территории РФ, подготовленной Федеральным агентством водных ресурсов:
- Код водного объекта в государственном водном реестре — 10010100112111100001112
- Код по гидрологической изученности (ГИ) — 111100111
- Код бассейна — 10.01.01.001
- Номер тома по ГИ — 11
- Выпуск по ГИ — 1